# الرحبة (النادرة)

تعديل مصدري - تعديل

الرحبة محلة تابعة لقرية خلقة، التابعة لعزلة ظلم بمديرية النادرة إحدى مديريات محافظة إب في الجمهورية اليمنية، بلغ تعداد سكانها 64 حسب تعداد اليمن لعام 2004.